# NK Mladost Privlaka
NK Mladost je nogometni klub iz Privlake. 
Trenutačno se natječe u 2. ŽNL Vukovarsko-srijemskoj.

## Navijači
Navijači kluba NK Mladost je skupina zvana Promili, čisto iz razloga što vole popit prije utakmice, tijekom utakmice, te nakon utakmice.